# Hunt (priimek)
Hunt je priimek več osebnosti. Izvira iz Anglije in Irske.
- Aaron Hunt (rojen 1986), nemški nogometaš.
- Albert Hunt, ameriški inženir in izumitelj.
- Alfred Hunt
  - Alfred Hunt (1817 - 1888), ameriški industrijec.
  - Alfred Ephraim Hunt (1855 - 1899), ameriški metalurg in industrijec.
  - Alfred William Hunt (1830 - 1896), angleški slikar, sin Andrewa Hunta
- Andrew Hunt
  - Andrew Hunt (1790 - 1861), angleški slikar, oče A. W. Hunta
  - Andrew Emerson Hunt (rojen 1968), kanadski zgodovinar.
- Andy Hunt
  - Andy Hunt, ameriški pisatelj in programer.
  - Andy Hunt (rojen 1970), angleški nogometaš.
- Arthur Surridge Hunt (1871 - 1934), angleški papirolog in egiptolog.
- Ben Hunt
  - Ben Hunt (1888 - 1927), ameriški bejzbolist.
  - Ben Hunt (rojen 1978), avstralski košarkar.
  - Ben Hunt (rojen 1990), angleški nogometaš.
  - Ben Hunt (rojen 1990), avstralski ragbist.
  - Ben Hunt-Davis (rojen 1972), britanski veslač in olimpionik.
- Bonnie Hunt (rojena 1964), ameriška pisateljica, komičarka, igralka, režiserka, televizijska producentka in televizijska voditeljica.
- Charles Cooke Hunt (1833 - 1868), avstralski raziskovalec.
- Chris Hunt
  - Chris Hunt, angleški urednik, novinar, kolumnist in pisatelj.
  - Chris Hunt (rojen 1968), angleški igralec badmintona.
- Christopher Hunt (okoli 1584 - 1607), angleški založnik, knjigotržec in papirničar.
- Clark Hunt (rojen 1965), ameriški športni delavec, sin Lamarja Hunta.
- David Hunt
- Ernie Hunt (rojen 1943), angleški nogometaš.
- Esther Hunt (1751 - 1820), ameriška kvekerka.
- Everette Howard Hunt (1918 - 2007), ameriški obveščevalni častnik in pisatelj.
- Francesca Hunt (rojena okoli 1964), britanska igralka.
- Frank Williams Hunt (1871 - 1906), ameriški politik in guverner.
- Gareth Hunt (1942 - 2007), britanski igralec.
- George Hunt
  - George Hunt (1830 - 1882), britansko-kanadski častnik.
  - George Hunt (1854 - 1933), kanadski etnolog.
  - George Hunt (okoli 1906 – okoli 1946), ameriški džezovski pozavnist.
  - George Hunt (1916 - 2011), britanski podmorniški častnik.
  - George Ward Hunt (1825 - 1877), britanski politik.
  - George Wylie Paul Hunt (1859 - 1934), ameriški politik, poslovnež in guverner.
- Gordon Hunt
  - Gordon Hunt, britanski oboist.
  - Gordon E. Hunt (rojen 1929), ameriški igralec, filmski režiser in poučevalec igranja, oče Helen Hunt.
- Greg Hunt (rojen 1965), avstralski politik.
- Guy Hunt (rojen 1947), ameriški golfist.
- Harold Guy Hunt (1933 - 2009), ameriški politik.
- Haroldson Lafayette Hunt (1889 - 1974), ameriški naftni tajkun, oče N. B. Hunta, Lamarja Hunta in Swanee Hunt.
- Helen Hunt (rojena 1963), ameriška igralka, filmska režiserka in scenaristka.
- Henry Hunt
  - Henry Hunt (1773 - 1835), britanski politik.
  - Henry Hunt (rojen 1923), kanadski umetnik iz rodu Kwakwaka'wakwov.
  - Henry Alexander Hunt (1866 - 1938), ameriški vzgojitelj.
  - Henry Ambrose Hunt (1866 - 1946), britanski meteorolog.
  - Henry George Bonavia Hunt (1847 - 1917), angleški glasbeni vzgojitelj.
  - Henry Jackson Hunt (1819 - 1889), ameriški general.
  - Henry James Ellis Hunt (rojen okoli 1919), britanski policijski častnik.
  - Henry Thomas Hunt (1878 - 1956), ameriški politik in odvetnik.
- James Hunt
  - James Hunt (1947 - 1993), britanski dirkač Formule 1.
  - James Henry Leigh Hunt (1784 - 1859), angleški kritik, esejist, pesnik in pisatelj.
- Jerry Hunt (rojen 1943), ameriški skladatelj.
- Jim Hunt (rojen 1937), ameriški politik in guverner.
- John Hunt
  - John Hunt (1712 - 1778), angleško-ameriški trgovec in kveker.
  - John Hunt (1740 - 1824), ameriški kvekerski minister.
- Jon Hunt, britanski posrednik.
- Jonathan Hunt
- Karmichael Hunt (rojen 1986), avstralski igralec avstralskega nogometa.
- Kathryn Hunt, britanska igralka.
- Kenneth Hunt (1884 - 1949), angleški nogometaš.
- Kimberly Hunt, ameriška televizijska novinarka.
- Lamar Hunt (1932 - 2006), ameriški športni delavec, sin H. L. Hunta, oče Clarka Hunta
- Lester Callaway Hunt (1892 -1954), ameriški politik in dentist.
- Linda Hunt (rojena 1945), ameriška igralka.
- Margus Hunt (rojen 1987), estonski večšportni atlet in metalec diska.
- Mark Hunt (rojen 1974), novozelandski kikboksar in borec mešanih borilnih veščin.
- Marsha Hunt
- Marsha Hunt (rojena 1917), ameriška igrlaka.
- Marsha Hunt (rojena 1946), ameriška pevka, romanopiska, igralka in manekenka.
- Nelson Bunker Hunt (rojen 1926), ameriški finančnik, sin H. L. Hunta.
- Noel Hunt (rojen 1983), irski nogometaš.
- Paul Hunt
- Peter Hunt
  - Peter Huls Hunt (rojen 1938), ameriški režiser.
  - Peter Mervyn Hunt (1916 - 1988), britanski general.
  - Peter R. Hunt (1925 - 2002), angleški filmski montažer, televizijski producent in režiser.
- Ralph Hunt
  - Ralph Hunt (1933 – 1964), angleški nogometaš.
  - Ralph Hunt  (1613 - 1677), ameriški naseljenec.
- Ray C. Hunt (rojen 1920), ameriški častnik.
- Rex Hunt
  - Rex James Hunt (rojen 1949), avstralski televizijec, radijec in igralec avstralskega nogometa.
  - Rex Masterman Hunt (rojen 1926), britanski diplomat in kolonialni upravnik.
- Richard Morris Hunt (1827 - 1895), ameriški arhitekt.
- Robert Hunt
- Roger Hunt (1938 - 2021), angleški nogometaš.
- Ron Hunt (rojen 1941), ameriški bejzbolist
- Stephen Hunt
  - Stephen John Hunt, britanski sociolog.
- Swanee Hunt (rojena 1950), ameriška ambasadorka, hči H. L. Hunta.
- Thomas Hunt
- Tristram Hunt (roen 1974), britanski zgodovinar.
- Walter Hunt (1796 -1859), ameriški mehanik in izumitelj.
- Washington Hunt (1811 - 1867), ameriški pravnik in politik.
- William Hunt
  - William Henry Hunt
    - William Henry Hunt (1857 - 1949), ameriški sodnik in guverner.
    - William Henry Hunt (1790–1864), angleški slikar.

  - William Holman Hunt (1827 - 1910), britanski slikar.
  - William Morris Hunt (1824 - 1879), ameriški slikar.